# Frederik Ekström
Frederik Ekström (ur. 12 maja 1987) – duński zapaśnik walczący w stylu klasycznym. Zajął osiemnaste miejsce na mistrzostwach świata w 2009. Dziewiętnasty na mistrzostwach Europy w 2007. Zdobył cztery medale na mistrzostwach nordyckich w latach 2008 - 2014.
Ośmiokrotny mistrz Danii w latach: 2004, 2007 - 2009, 2011 - 2014; drugi w 2005, 2006, a trzeci w 2003 roku.